# Casas Grandes (Messico)
Casas Grandes è una municipalità dello stato di Chihuahua, nel Messico settentrionale, il cui capoluogo è la località omonima.
Conta 10.587 abitanti (2010) e ha una estensione di 3.741,65 km².
Il nome della località si deve a don Francisco de Ibarra, primo esploratore della zona, che vedendo le rovine di Paquimé, dove ci trovano anche costruzioni di sette piani, nominò in questo modo tutta l'area.